# ジェームズ・ハリソン
ジェームズ・ハリソン（James Harrison、1978年5月4日- ）はオハイオ州アクロン出身の元アメリカンフットボール選手。NFLのピッツバーグ・スティーラーズ、シンシナティ・ベンガルズ、ニューイングランド・ペイトリオッツに所属していた。現役時代のポジションはアウトサイドラインバッカー(OLB)。これまでに5回プロボウルに選出され、チームの第40回、第43回の2度のスーパーボウル制覇に大きく貢献した選手の一人である。

## 経歴
14人兄弟の末っ子として生まれた。ケント州立大学から2002年のドラフト外でピッツバーグ・スティーラーズに入団した。彼はラインバッカーとしては平均身長よりも低かったことがドラフトの際の低評価となった。ケント州立大学出身のラインバッカーがスティーラーズでプレーするのは、プロフットボール殿堂入りを果たしているジャック・ランバート以来であった。2002年は3回チームから解雇され、プラクティス・スクワッドで過ごし、レギュラーシーズンではスペシャルチームとして1試合にプレーしただけであった。
2003年、ボルチモア・レイブンズと契約、NFLヨーロッパのライン・ファイヤーに派遣されたが解雇された。
動物が好きだった彼は、獣医師になろうと思ったこともあったが、2004年7月末、クラーク・ハガンズが負傷したことから、スティーラーズのトレーニングキャンプに招待された。
2007年、スティーラーズがジョーイ・ポーターを解雇してから彼のキャリアは飛躍した。ボルチモア・レイブンズとのマンデーナイトフットボールで彼は3.5サック、3ファンブルフォースをあげた。
2008年のニューヨーク・ジャイアンツ戦でロングスナッパーを1回務めたがスナップミスで相手にセイフティを献上した。この年リーグ4位でチーム記録となる16サック（ラマー・ウッドリーとのコンビで合計27.5サック）をあげてNFL最優秀守備選手賞を受賞している。このシーズンチームは第43回スーパーボウルに進出、スーパーボウルでは第2Q終了直前、自陣1ヤードまで攻め込まれた場面でカート・ワーナーのパスを自陣エンドゾーンでインターセプト、スーパーボウル記録となる100ヤードのリターンタッチダウンをあげた。このプレーで本来ハリソンはパスラッシュする役割を与えられていたがとっさの判断でパスカバーに下がったことがインターセプトにつながった。
2009年4月にはチームと6年5,175万ドルの契約を結んだ。10月11日のデトロイト・ライオンズ戦では3サックをあげるなど10月の4試合で7サック、25タックル、2ファンブルフォースをあげて月間MVPに選ばれた。シーズン終了後のプロボウルに先発出場選手として選ばれた彼はインターセプトをあげている。
2010年、第2週のテネシー・タイタンズ戦で11タックル、2サック、2ファンブルフォースの活躍で週間MVPに選出された。彼の活躍などで12試合連続ランで100ヤード以上獲得していたクリス・ジョンソンをわずか34ヤードに抑えた。第6週のクリーブランド・ブラウンズのモハメド・マサクオイへのタックルで7万5000ドルの罰金を科せられた。マサクオイは次の試合を欠場している。この処分の後、一時引退を示唆する発言を行っていたが10月21日に現役続行を表明した。ドリュー・ブリーズへのタックルで2万ドル、ヴィンス・ヤングへのタックルで5000ドルの罰金を科せられた。11月21日のオークランド・レイダース戦でリチャード・シーモアが味方QBベン・ロスリスバーガーにパンチをしたことに対するNFLの処分が罰金のみとなり出場停止処分が下されなかったことについては不公平であると不満を表明している。11月30日のバッファロー・ビルズ戦でライアン・フィッツパトリックへのタックルが危険なタックルが胸部へヘルメットからタックルにいったと判断されて2万5000ドルの罰金を科せられた。この年も10.5サック、2インターセプトの成績をあげてプロボウルの先発選手に選ばれた（スーパーボウル出場により辞退。）。またオールプロファーストチームにも選ばれている。ディビジョナルプレーオフのボルチモア・レイブンズ戦では3サックをあげた。
2011年2月、背中の手術を受けた。7月には雑誌でのベン・ロスリスバーガー、ラシャード・メンデンホール、ロジャー・グッデルについての発言が議論を呼び、Twitter、フェイスブックでロスリスバーガー、メンデンホール、同性愛者への差別表現にあたるスラングを使ったことについて謝罪を行った。なおグッデルコミッショナーに対しての謝罪は行わなかった。
第4週のヒューストン・テキサンズ戦で右目そばの眼窩骨を骨折し、その後4試合連続で欠場を続けている。
2012年8月15日、左ひざの内視鏡手術を受けた。この年70タックル、6サックをあげた。
2013年3月9日、サラリーキャップを空けるためスティーラーズから解雇された。スティーラーズと彼はペイカットの合意に達しなかった。4月23日にシンシナティ・ベンガルズと契約を結んだ。

## プレイスタイルと罰金
スティーラーズの強力ディフェンス、『スティールカーテン』の一員で、激しいプレイが持ち味の選手。ロジャー・グッデルNFLコミッショナーが主導して2010年シーズンからNFLが導入した危険なタックルへの厳罰化で、計4度の処罰を受けて12万5000ドル（約1000万円）の罰金を科されたが本人は、本当は誰も傷つけたくないとコメントしている。スティーラーズのアート・ルーニー2世オーナーは一連の処分に対して全面的にハリソンを擁護する発言をしている。またチームメートのハインズ・ウォードも4回の罰金のうち2回は試合中に反則のコールもなかったことについて憤りを表した。
この件でシーズン中の2010年11月2日、彼はロジャー・グッデルコミッショナーと会談を行っている。